# Rio Bouleţul Mic
O Rio Bouleţul Mic é um rio da Romênia afluente do Rio Bouleţ, localizado no distrito de Neamţ.